# 1084 هـ
1084 هـ هي سنة في التقويم الهجري امتدت مقابلةً في التقويم الميلادي بين سنتي 1673 و1674.

## وفيات
- الدرويش علي
- ملا حسين الحنفي
- الخضر غيلان، زعيم حركة جهادية ببلاد الهبط بالمغرب.